# Scinax eurydice
Pour les articles homonymes, voir Eurydice (homonymie).
Espèce
Synonymes
- Hyla eurydice Bokermann, 1968

Statut de conservation UICN

 LC  : Préoccupation mineure
Scinax eurydice est une espèce d'amphibiens de la famille des Hylidae.

## Répartition
Cette espèce est endémique du Brésil. Elle se rencontre jusqu'à 1 000 m d'altitude dans la forêt atlantique de l'État de Rio de Janeiro à l'État du Paraíba, avec une population apparemment isolée dans l'État du Maranhão.

## Description

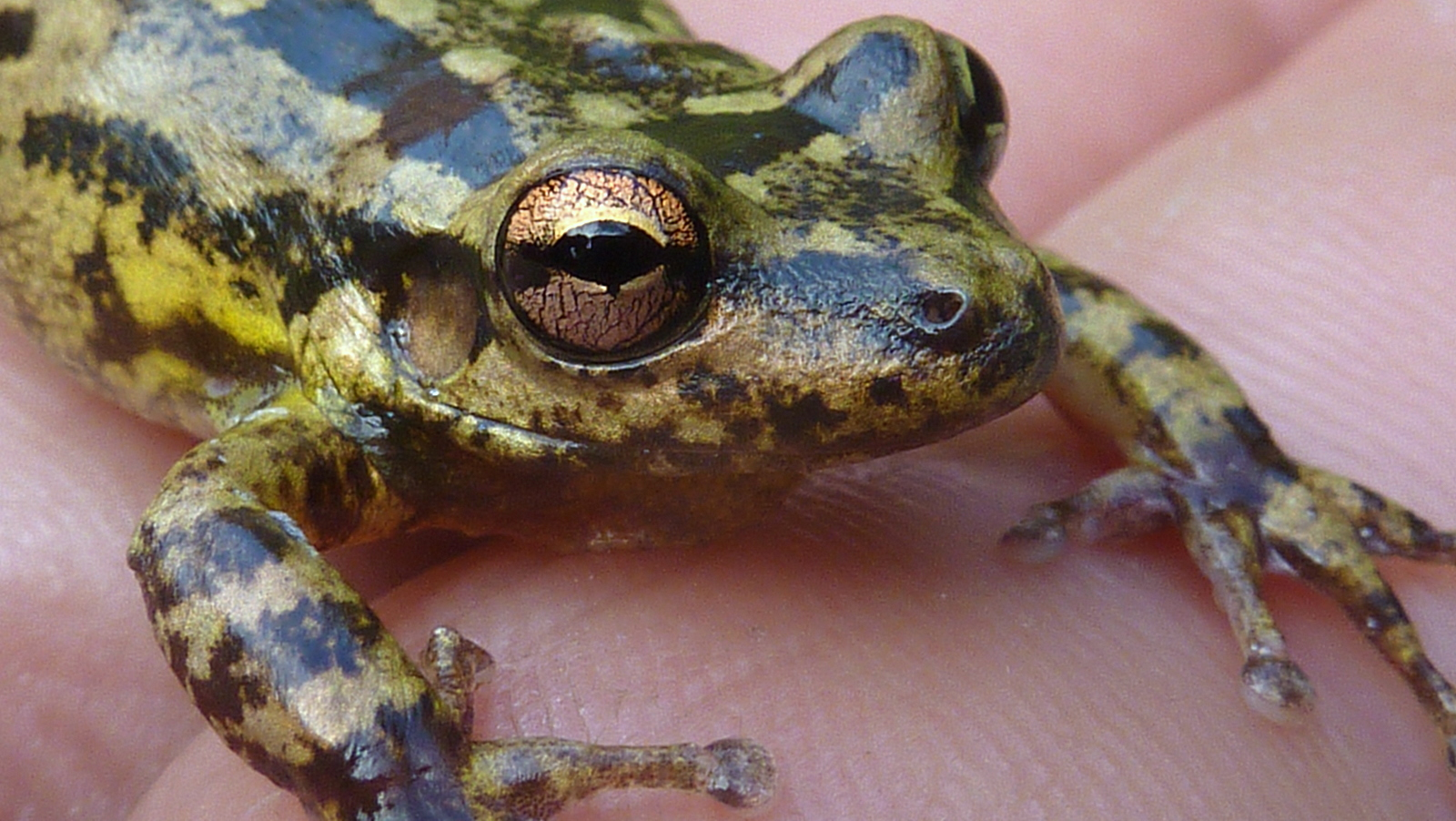

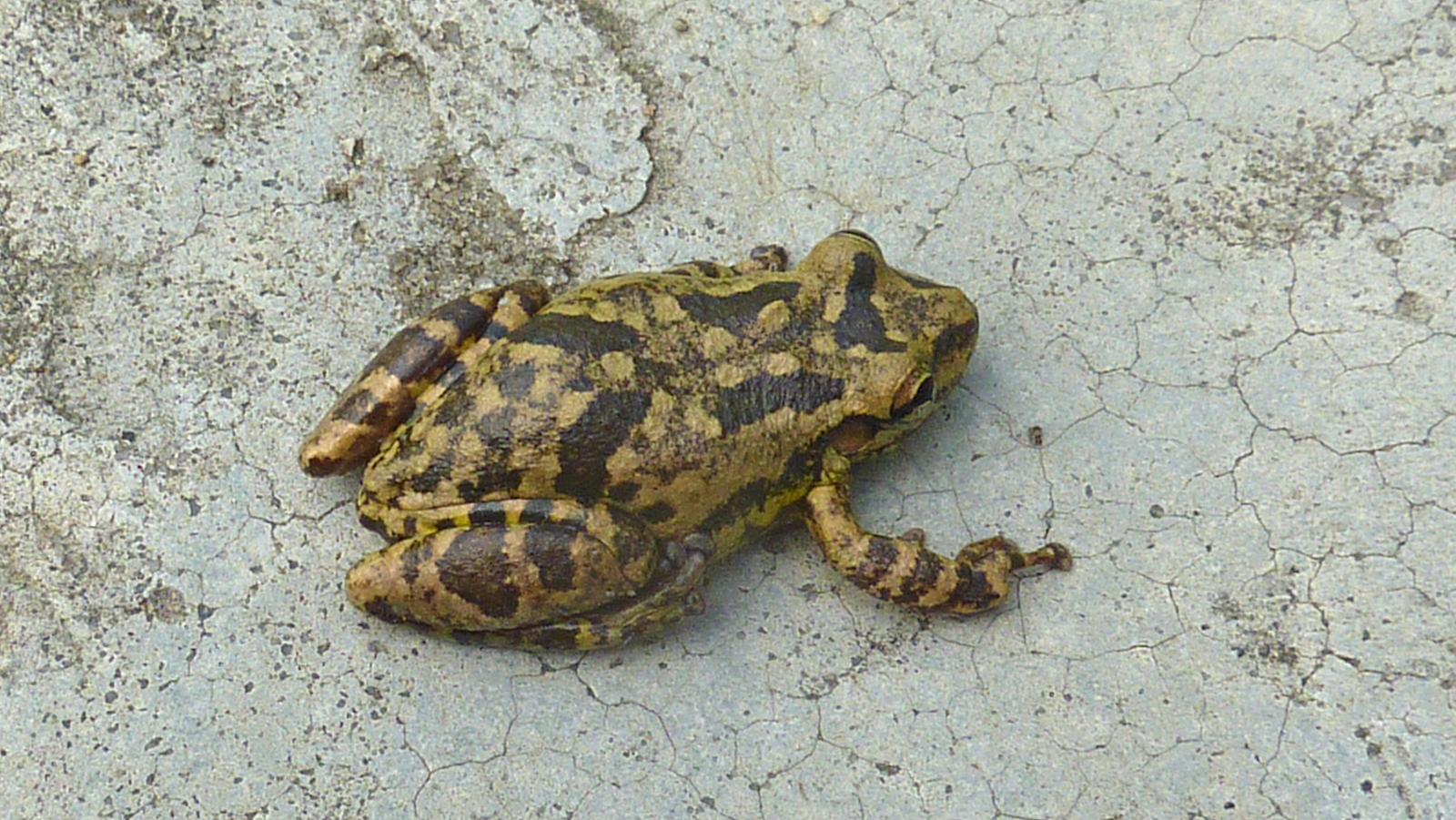

Les mâles mesurent de 44 à 52 mm et les femelles de 38 à 39 mm.

## Publication originale
- Bokermann, 1968 : Three New Hyla from the Plateau of Maracás, Central Bahia, Brazil. Journal of Herpetology, vol. 1, no 1/4, p. 25-31.